# Придворци (Требиње)
Придворци су насељено мјесто у граду Требиње, Република Српска, БиХ. Према попису становништва из 1991. у насељу је живјело 419 становника.

## Историја

### Други свјетски рат
У селу Придворцима код Требиња „видео сам својим очима како је дете старо 5-6 месеци сисало своју убијену мајку.
Само у мојој парохији манастиру Дужи од 1-2 јуна убијено је више особа.

## Становништво
| Демографија | Демографија | Демографија |
| Година      | Становника  | Становника  |
| ----------- | ----------- | ----------- |
| 1991.       | 419         |             |

## Знамените личности
- Лука Ћеловић